# Otoba
Otoba là một chi thực vật thuộc họ Myristicaceae. Chi này có các loài sau (tuy nhiên danh sách này có thể chưa đủ):
- Otoba acuminata (Standl.) A. Gentry
- Otoba novogranatensis Moldenke